# Isotoma atkasukiensis
Isotoma atkasukiensis är en urinsektsart som beskrevs av Fjellberg 1978. Isotoma atkasukiensis ingår i släktet Isotoma och familjen Isotomidae. Inga underarter finns listade i Catalogue of Life.